# Kerman Aurrekoetxea
Kerman Aurrekoetxea Alegría (Guecho, 4 de mayo de 2000) es un jugador español de rugby que se desempeña como medio melé, juega en el Biarritz Olympique de la Rugby Pro D2 de Francia y es internacional absoluto con la Selección Española.

## Biografía
Kerman Aurrekoetxea empezó a jugar al rugby con 5 años, siguiendo los pasos de sus padres. Se inició en el club local, Getxo R. T. . A los 17 años ingresó en la academia del Stade Montois, pero solo permaneció una temporada en Francia. Al no poder continuar sus estudios en Mont-de-Marsan, decidió regresar a España, firmando con SilverStorm El Salvador. Aunque sólo tenía 18 años, jugó habitualmente con el primer equipo del Salvador de División de Honor. Fue así convocado por primera vez con España, debutado el 3 de marzo de 2019 contra Rumanía.
El Biarritz Olympique Pays Basque lo fichó al final de la temporada 2018-19, durante la cual ganó la Supercopa de España antes de marcharse. Tras una primera temporada donde solo jugó en el filial, debutó profesionalmente el 13 de septiembre de 2020 contra el US Montauban. Como titular, marcó un ensayo durante el partido. Durante la temporada, siempre alternó entre el filial y los profesionales.
Al año siguiente debutó en el Top 14 con el Biarritz, así como a nivel europeo en la Challenge Cup. Aunque tuvo poco tiempo de juego en el Top 14, se convirtió en un jugador importante del equipo la temporada siguiente, cuando el club regresó a Pro D2. Jugó así 19 partidos, 11 de ellos como titular.

## Palmarés
- Supercopa de España de Rugby 2018